# یواس‌اس مانترالی (ای‌پی‌ای-۲۱۳)
یواس‌اس مانترالی (ای‌پی‌ای-۲۱۳) (به انگلیسی: USS Mountrail (APA-213)) یک کشتی بود که طول آن ۴۵۵ فوت (۱۳۹ متر) بود. این کشتی در سال ۱۹۴۴ ساخته شد.